# Kim Do-hyun (Fußballspieler, 2006)
Kim Do-hyun (kor. 김도현; * 27. Februar 2006) ist ein südkoreanischer Fußballspieler.

## Karriere
Kim Do-hyun erlernte das Fußballspielen in der Schulmannschaft der Seoul Yongmoon High School im südkoreanische Seoul. Seinen ersten Profivertrag unterschrieb er Ende August 2024 beim singapurischen Erstligisten Hong Kong Rangers FC. Sein Profidebüt gab er am 21. September 2024 (3. Spieltag) im Auswärtsspiel gegen den Kitchee SC. Bei der 8:0-Niederlage wurde er in der 63. Minute für den Brasilianer Fernando Lopes eingewechselt.